# Centaurea sulphurea
Centaurea sulphurea — вид рослин з роду волошка (Centaurea), з родини айстрових (Asteraceae). Етимологія: лат. sulphureus — «жовтий, як сірка».

## Опис рослини
Це однорічна рослина 10–100 см. Стебла від простих до відкрито розгалужених. Листки ± ворсисті, з дрібними залозами, прикореневі — крилато-черешкові, пластини довгасто-зворотноланцетні, 10–15 см, краї перисто-лопатеві, частки гострі, дрібно зубчасті; стеблові — сидячі, з вузькими крилами, від лінійно-довгастих до зворотноланцетних, 1–6 см, цілі або дистально зазубрені. Квіткові голови поодинокі чи у відкритих групах. Кластер філарій (приквіток) яйцюватий, у діаметрі 12–30 мм, дистально звужений; філарії зеленуваті або солом'януваті, від яйцюватих до еліптичних, голі; придатки від коричневих до чорнувато-пурпурних. Квіточки численні; віночки жовті, всі ± рівні, 25–35 мм, віночки стерильних квіточок стрункі, непомітні. Плід — сипсела, темно-коричневий, 5–8 мм, голий; папуси численні, 6–7 мм. 2n = 24.

## Середовище проживання
Природно зростає на півдні Іспанії, в Алжирі, Лівії, Марокко. Вид натуралізований у Каліфорнії (США), адвентивний у Франції.